# Cryptolestes azoricus
Cryptolestes azoricus é uma espécie de insetos coleópteros polífagos pertencente à família Laemophloeidae.
A autoridade científica da espécie é Ratti, tendo sido descrita no ano de 1972.
Trata-se de uma espécie presente no território português.